# Michaił Stachurski
Michaił Michajłowicz Stachurski ros. Михаил Михайлович Стахурский (ur. 11 stycznia?/24 stycznia 1903 we wsi Wiwsia na Podolu, zm. 10 kwietnia 1971 w Kijowie) – radziecki działacz partyjny i wojskowy ukraińskiego pochodzenia, generał porucznik, członek KC KPZR (1956–1961).

## Życiorys
Uczestnik wojny domowej w Rosji. Od 1921 działacz RKP(b), 1939–1941 zastępca ludowego komisarza rolnictwa Ukraińskiej SRR. W 1941 ukończył studia w Instytucie Gospodarki Rolnej w Dniepropetrowsku, a 1951-1952 był słuchaczem kursów przy KC WKP(b). Od 31 lipca do 1 września 1942 członek Rady Wojskowej 21 Armii, komisarz pułkowy. Później członek Rady Wojskowej 24 Armii, a od marca do października 1943 - Rady Wojskowej Frontu Centralnego ds. tyłów. Od 7 grudnia 1942 pułkownik, a od 9 kwietnia 1943 generał major. Od października 1943 do kwietnia 1944 członek Rady Wojskowej Frontu Białoruskiego, w kwietniu-maju 1944 – 1 Frontu Białoruskiego, a od 11 maja 1944 do 1945 2 Frontu Ukraińskiego. 13 września 1944 mianowany generałem porucznikiem. W 1945 zastępca przewodniczącego Radzieckiej Komisji Kontroli na Węgrzech. Później był funkcjonariuszem partyjnym – w latach 1945–1951 I sekretarz Komitetu Obwodowego Komunistycznej Partii (bolszewików) Ukrainy (KP(b)U) w Winnicy, od 28 stycznia 1949 do 17 stycznia 1956 członek KC KP(b)U/KPU. Od 9 września 1952 do 29 lipca 1955 I sekretarz Komitetu Obwodowego KPU w Połtawie, następnie do 22 lutego 1957 I sekretarz Chabarowskiego Krajowego Komitetu KPZR. Od 25 lutego 1956 do 17 października 1961 członek KC KPZR, od maja 1957 do lutego 1961 I sekretarz Komitetu Obwodowego KPU w Żytomierzu, od 19 lutego 1960 do 27 września 1961 członek KC KPU. Deputowany do Rady Najwyższej ZSRR od 2 do 5 kadencji. Odznaczony dwoma Orderami Lenina.